# Trey Lorenz
Trey Lorenz, född Lloyd Lorenz Smith, 19 januari 1969 i Florence, South Carolina. Lorenz är en afro-amerikansk sångare och låtskrivare.

## Diskografi

### Album
- 1993: Trey Lorenz
- 2006: Mr. Mista

### Singlar
- 1992: "Someone to Hold" (#19 Hot 100, #5 US R&B, #65 UK)
- 1992: "Wanna Girl" (B-sidan på "Someone to Hold")
- 1993: "Photograph of Mary" (#46 R&B, #11 US Dance, #38 UK)
- 1993: "Just to Be Close to You" (#66 R&B)
- 2007: "My Everything"
- 2011: "Rescue Me"

### Gästuppträdande
- 1991: The Album With No Name – Redhead Kingpin and the F.B.I. (sång på 2 låtar)[2]
- 1992: "I'll Be There" (duett med Mariah Carey på Careys live-EP MTV Unplugged)
- 2011: "Is This Time Goodbye (I Gotta Move On)" (Trey som vokalist på Harry 'Choo Choo' Romero's singel)